# ロイ・プランケット
ロイ・J・プランケット（Roy J. Plunkett, 1910年6月26日 - 1994年5月12日）はアメリカ合衆国オハイオ州ニューカーライル出身の化学者。

## 人物
マンチェスター大学とオハイオ州立大学で学んだ。デュポン社の研究員をしていた1938年にテトラフルオロエチレンがガスボンベ内で自然に重合反応を起こし、偶然にテフロンが生成していることを発見した。これは現在までに見つかっている物質の中で最も摩擦係数の少ない物質である。1951年ジョン・スコット賞、1969年化学パイオニア賞受賞。1985年全米発明家殿堂選出。